# Parigi-Bruxelles 1987
La Parigi-Bruxelles 1987, sessantasettesima edizione della corsa, si svolse il 23 settembre 1987 su un percorso di 309 km, con partenza da Senlis e arrivo a Bruxelles. Fu vinta dal belga Wim Arras della PDM-Ultima-Concorde davanti ai suoi connazionali Jef Lieckens e Eric Vanderaerden.

## Ordine d'arrivo (Top 10)
| Pos. | Corridore            | Squadra                         | Tempo    |
| ---- | -------------------- | ------------------------------- | -------- |
| 1    | Wim Arras            | PDM-Ultima-Concorde             | 7h58'25" |
| 2    | Jef Lieckens         | Lotto-Eddy Merckx               | s.t.     |
| 3    | Eric Vanderaerden    | Panasonic                       | s.t.     |
| 4    | Sean Kelly           | KAS-Canal 10                    | s.t.     |
| 5    | Nico Verhoeven       | Superconfex-Kwantum Hallen-Yoko | s.t.     |
| 6    | Jean-Paul van Poppel | Superconfex-Kwantum Hallen-Yoko | s.t.     |
| 7    | Eddy Planckaert      | Panasonic                       | s.t.     |
| 8    | Leon Nevels          | Lucas-Mullers-Orbea             | s.t.     |
| 9    | Corneille Daems      | Transvemij-Van Schilt-Floorgres | s.t.     |
| 10   | Étienne De Wilde     | Sigma                           | s.t.     |